# Ostfriesische Teekultur

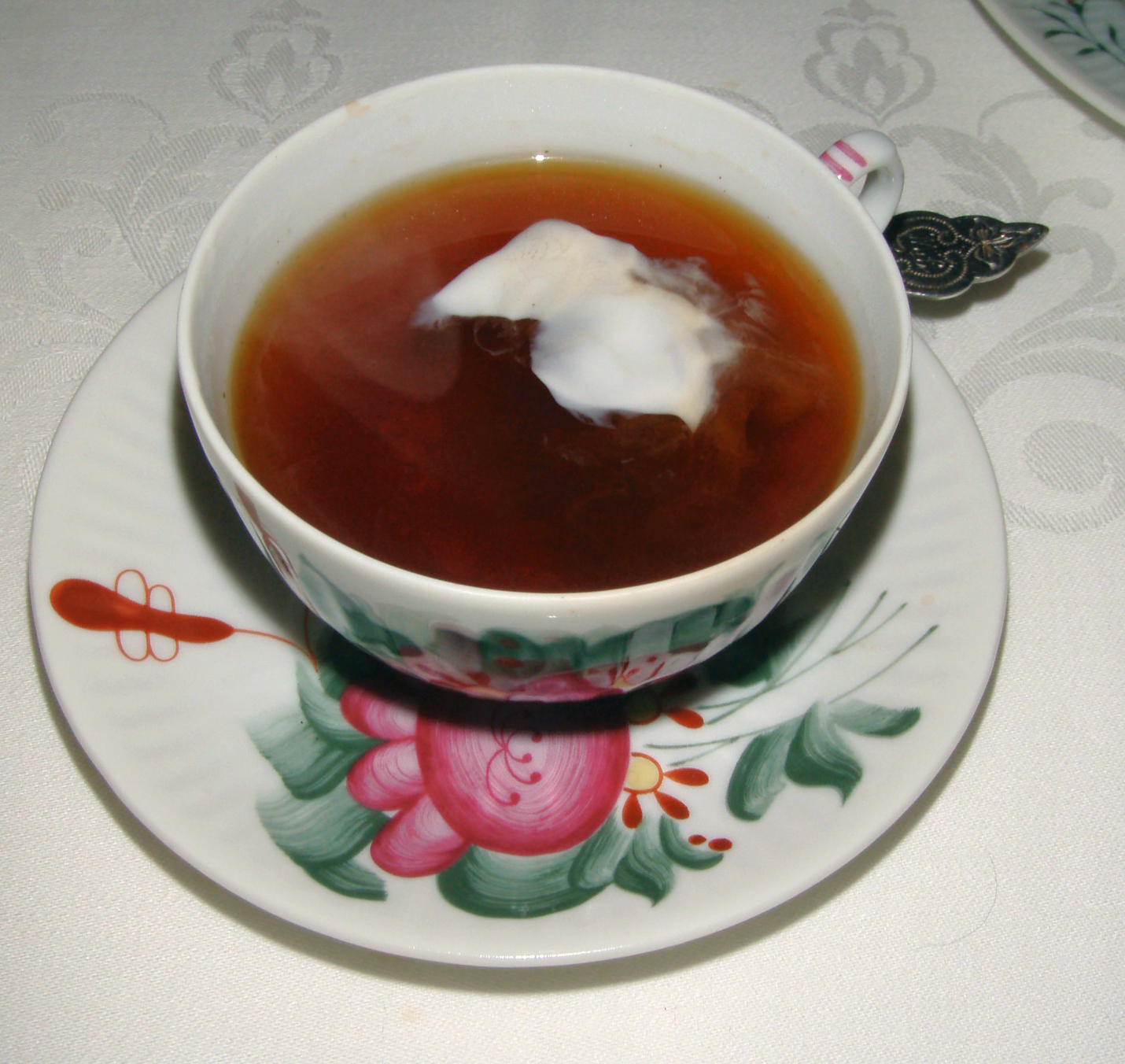
Tee mit Sahne

Die ostfriesische Teekultur entwickelte sich im Lauf der Zeit aufgrund des großen Stellenwertes, den das Trinken von Tee in Ostfriesland genießt. Die Teetied (ostfriesisches Platt, für: Teezeit) oder auch die ostfriesische Teezeremonie gilt als wichtiger Bestandteil ostfriesischer Geselligkeit und der ostfriesischen Küche.
Im Durchschnitt trank im Jahr 2016 jeder Ostfriese nach Angaben des Deutschen Teeverbands rund 300 Liter Tee, das entsprach in etwa dem Elffachen des deutschen Durchschnittsverbrauchs. Damit hätten die Ostfriesen den weltweit größten Teeverbrauch pro Kopf. ARD-Recherchen bezweifeln diese Angaben allerdings und halten sie für statistisch fragwürdig. Sie kritisieren auch die fehlende Transparenz in der Berechnung.
Typischerweise trinken Ostfriesen Ostfriesentee, eine Mischung hauptsächlich aus Assam-Sorten, die einen sehr dunklen, kräftigen Tee ergeben.
Die ostfriesische Teekultur ist als Immaterielles Kulturerbe in Deutschland anerkannt worden. Die Deutsche UNESCO-Kommission hat sie im Dezember 2016 in das Bundesweite Verzeichnis des immateriellen Kulturerbes aufgenommen.

## Geschichte
Vor der Einführung des Teetrinkens war in der Region gebrautes Bier das Hauptgetränk, doch der Tee konnte dieses über einen günstigeren Preis stark zurückdrängen. Allerdings musste er importiert werden. Darin lag auch der Grund für zeitweilige obrigkeitliche Bemühungen, den Teekonsum zu unterdrücken. Man hoffte, durch Förderung des Bierkonsums das Abfließen größerer Summen Geldes ins Ausland zu unterbinden. Allerdings blieben solche Bemühungen erfolglos.
Die Anfänge Ostfriesischer Teekultur reichen in das frühe 17. Jahrhundert zurück. Um 1610 brachten erstmals Schiffe der Niederländischen Ostindien-Kompanie Tee nach Europa. Schon bald darauf dürfte durch ostfriesische Schiffer, die auf niederländische Rechnung fuhren, erstmals Tee auch nach Ostfriesland gelangt sein. Tee wurde um 1675 aber zunächst nur als Medizin verabreicht. Etwa um 1720 herum existierte bereits ein umfangreicher Teehandel in Ostfriesland.
Der Teegenuss verbreitete sich im späten 18. Jahrhundert – etwa zeitgleich mit der Verbreitung der Kartoffel als Grundnahrungsmittel – in ganz Ostfriesland und wurde zunächst auch von Friedrich II. gefördert. Nach dem Scheitern der Königlichen preußisch-asiatischen Compagnie (Ostasiatischen Handelskompanie) in Emden versuchte er ab 1768 den Ostfriesen das inzwischen liebgewordene Teetrinken abzugewöhnen. Diese etwa bis 1780 währende Auseinandersetzung mit den Landständen wird auch als „Teekrieg“ bezeichnet. So gab während dieser Zeit, 1778, die Königlich Preußische Polizeidirektion in Aurich beispielsweise einen Erlass heraus, in dem es hieß, durch das Teetrinken würden Gelder und Steuereinnahmen verschwendet, dem Staat Schaden zugefügt. Es wurde vorgeschlagen, besser Aufgüsse von Zitronenmelisse oder einer Petersilienart zu trinken, anstelle des „Krautes“ aus China. Gefordert wurde auch, mehr Bier zu brauen, da die Zutaten doch im eigenen Land in ausreichender Menge angebaut würden. Auf das Gesetz reagierte man in Ostfriesland mit verstärktem Schmuggel, zivilem Ungehorsam und heimlichem Teetrinken. Die ostfriesischen Landstände verfassten am 11. Mai 1779 einen Brief, in dem sie erklärten: „Der Gebrauch des Thee und Caffe ist hierzulande so allgemein und so tief eingewurtzelt, dass die Natur des Menschen schon durch eine schöpferische Kraft müßte umgekehrt werden, wenn sie diesen Getränken auf einmal gute Nacht sagen sollte.“ Nach weiteren zwei Jahren gab der König von Preußen frustriert sein Vorhaben auf und erlaubte seinen ostfriesischen Untertanen wieder den Genuss des „chinesischen Drachengiftes“.
Während der Napoleonischen Kontinentalsperre (1806–1814) betrieben die Ostfriesen erneut ein umfangreiches Schmuggelwesen, um weiterhin die Versorgung mit Tee zu gewährleisten.
Ab Beginn des 19. Jahrhunderts bis in die Anfangsjahre des 20. Jahrhunderts wurden die heute noch existierenden großen ostfriesischen Teehandelshäuser Bünting (1806), Thiele (1873) und Onno Behrends (1886) gegründet. Die Bünting-Gruppe ist heutzutage einer der größten Arbeitgeber in Ostfriesland.
Im 20. Jahrhundert kam es in Ostfriesland im Zusammenhang mit den beiden Weltkriegen wieder zu „Teenotzeiten“. Im Laufe des Ersten Weltkriegs wurde der ohnehin seit 1909 hoch besteuerte Tee immer knapper. 1917 waren die Engpässe am gravierendsten. Bis 1919 dominierten zudem überalterte oder sonst wie minderwertige Partien den Handel.
Auch im Zweiten Weltkrieg erhielten die Ostfriesen aufgrund von Devisenknappheit zunächst 20 Gramm pro Monat je Erwachsenen (ab dem 35. Lebensjahr) als Zuteilung. Im Laufe des Krieges wurde die Ration auf 30 Gramm erhöht, was den Ostfriesen immer noch als zu gering erschien, der Vorkriegsverbrauch lag etwa beim Zehnfachen (300 Gramm pro Monat pro Erwachsenem). Dabei war dieses noch ein Privileg, denn im übrigen Reichsgebiet war eine derartige Zuteilung für ein solches „entbehrliches Genussmittel“ überhaupt nicht vorgesehen.
Die Tee-Monatsrationen erhielten die Ostfriesen auf Lebensmittelmarken. Auf den Marken stand „Teetrinker-Bezirk Weser-Ems“, was dem nationalsozialistischen Gau Weser-Ems entsprach. Die Ostfriesen behalfen sich zusätzlich mit „Teetabletten“ aus Aromastoffen und Zucker, waren aber bald zutiefst ungehalten über den Beinahe-Entzug ihres Lieblingsgetränks.
Unmittelbar nach dem Zweiten Weltkrieg brach eine Periode des Hamsterns an. Ostfriesen fuhren in das Ruhrgebiet, um Bergarbeitern ihre Schwerstarbeiter-Teezulagen gegen Speck, Butter oder Eier abzutauschen. Auch umgekehrt kamen die Frauen von Bergarbeitern, die „Teewiefkes“, vor allem aus Westfalen, mit Tee aus Bergarbeiter-Sonderrationen nach Ostfriesland für diesen Tausch. Nach Währungsreform und Staatsgründung dauerte es noch bis 1953, bis die Teesteuer auf ein erträgliches Maß gesenkt wurde und die Menschen in dem Landstrich sich wieder so viel Tee leisten konnten, wie sie wollten.

## Teegeschirr

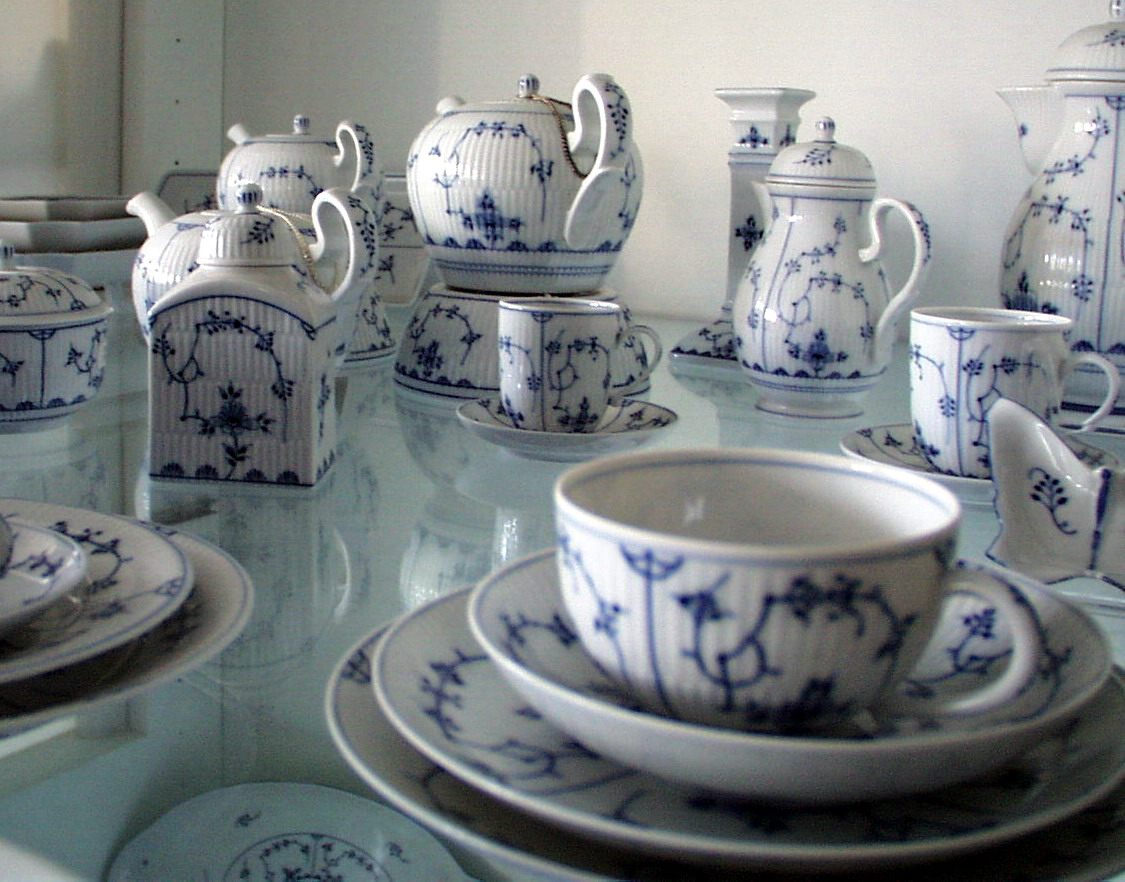
Ostfriesisches Teegeschirr: Blau Dresmer

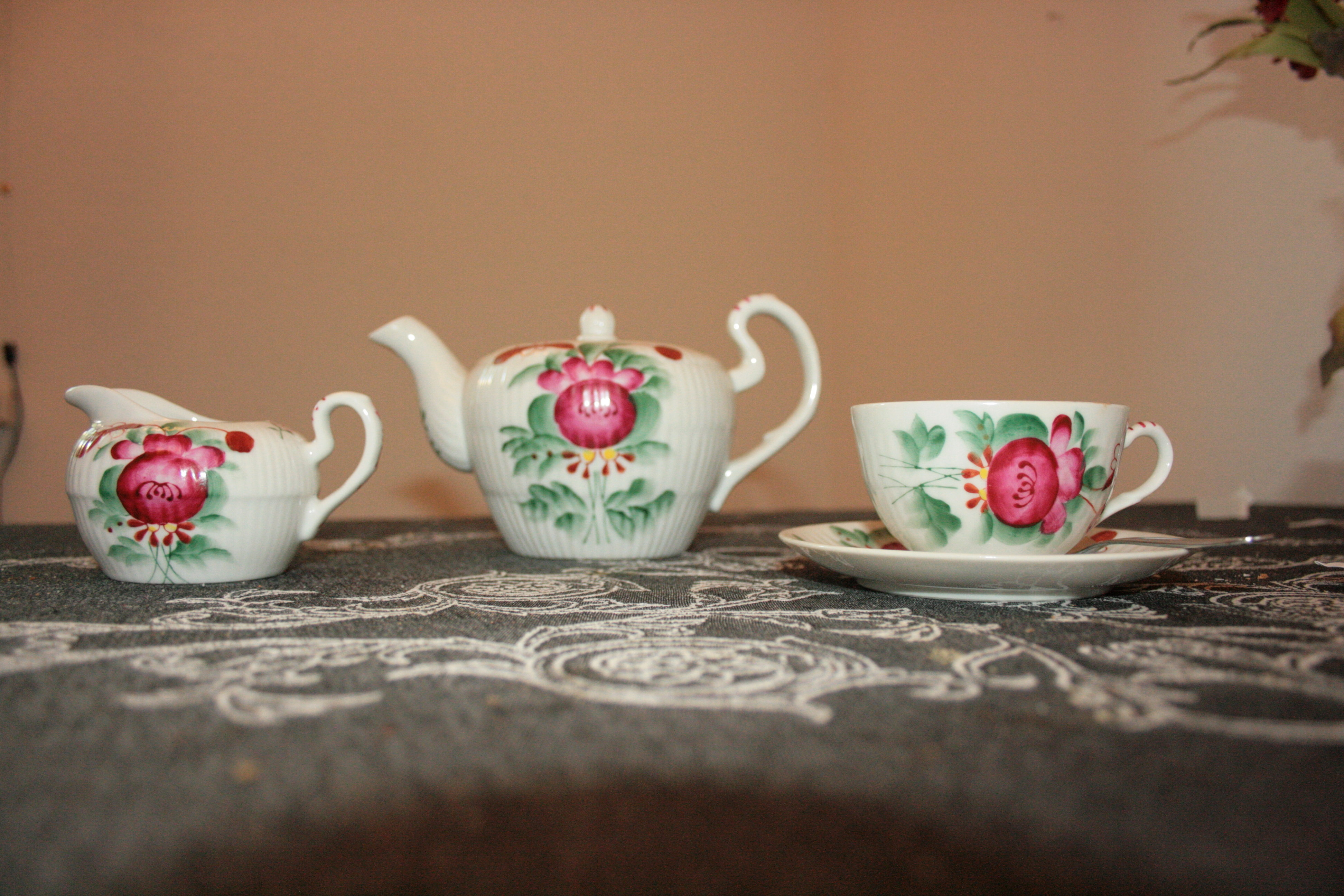
Ostfriesisches Teegeschirr: Rood Dresmer

Durch die Handelstätigkeit der Niederländischen Ostindien-Kompanie gelangte auch Porzellan nach Europa. Gefäße aus Porzellan erwiesen sich als besonders geeignet zur Zubereitung von Tee und als Trinkgefäß. Alsbald wurde deshalb die Nachfrage nach Porzellan so groß, dass auch andere Länder begannen, Porzellan zu importieren.
Nachdem Ostfriesland an Preußen gefallen war, gründete König Friedrich der Große die Emder Ostasiatische Handelskompanie zu Emden, die in der kurzen Zeit ihres Bestehens eine große Menge von Porzellangefäßen und Tee von erheblichem Handelswert importierte. Noch heute findet man teilweise originales chinesisches Porzellan aus dieser Zeit. Dabei wurden die Gefäße seitens der fernöstlichen Hersteller mit zunehmendem Handelsvolumen dem europäischen Geschmack angepasst.
1709 gelang jedoch erstmals in Europa die Herstellung von Porzellan dank der Erfindungen von Johann Friedrich Böttger und der Vorarbeiten von Ehrenfried Walther von Tschirnhaus und ihrer Teams in Dresden. Im Laufe der Zeit wurden mehr und mehr Porzellangefäße auch im Lande selbst hergestellt, wobei sich die Fabrikanten hinsichtlich Form und Gestaltung an asiatischen Vorbildern orientierten.
In Ostfriesland fanden besonders Geschirre aus der Wallendorfer Porzellanmanufaktur weite Verbreitung. Dieses sogenannte Dresmer Teegood (Dresdner Teegeschirr) gab es in zwei typischen Dekors: einer blauen Bemalung (Blau Dresmer) und der bekannten roten ostfriesischen Rose (Rood Dresmer). Andere Ausführungen waren zwar bekannt, erfreuten sich aber keiner vergleichbaren Beliebtheit.
Solch ein Teegeschirr umfasste eine Teedose (Teebüss/e), Kanne (Treckpott) und Tassen (Koppen, Kopkes) und früher auch noch eine Spülschale (Spölkummke), in der die Koppkes vor dem Neubefüllen kurz ausgespült wurden – man benutzte noch keine Siebe. Ursprünglich besaßen die Tassen auch noch keine Henkel, wie sie heute gebräuchlich sind, und auch Untertassen waren noch unbekannt.
Teilweise in Ostfriesland selbst, teilweise außerhalb, aber speziell für Ostfriesland, wurden später auch Teelöffel entworfen und Teeschaufeln, Sahnelöffel und Zuckerzangen produziert, mit denen der Kluntje (Kandis) in die Tasse gegeben wird, so wie sie bis heute verbreitet sind. Außerdem gab es gelegentlich Teekannen sowie Tee- und Zuckerdosen aus Silber.
Die genannten Dekors des Teegeschirrs, aufgebracht auf dünnwandige, gerippte Porzellantassen und dazugehörige Teekannen, Teedosen etc. sowie die oben erwähnten Löffel sind auch heute noch erhältlich, wobei im Laufe der Zeit die Hersteller verschiedentlich wechselten. Im Unterschied zu früher haben heutige Teetassen Henkel und werden auf einer Untertasse (Schöttelke) gereicht, und der Tee wird durch ein Sieb eingeschenkt, das die Teeblätter zurückhält.

## Die Teetied oder die ostfriesische Teezeremonie

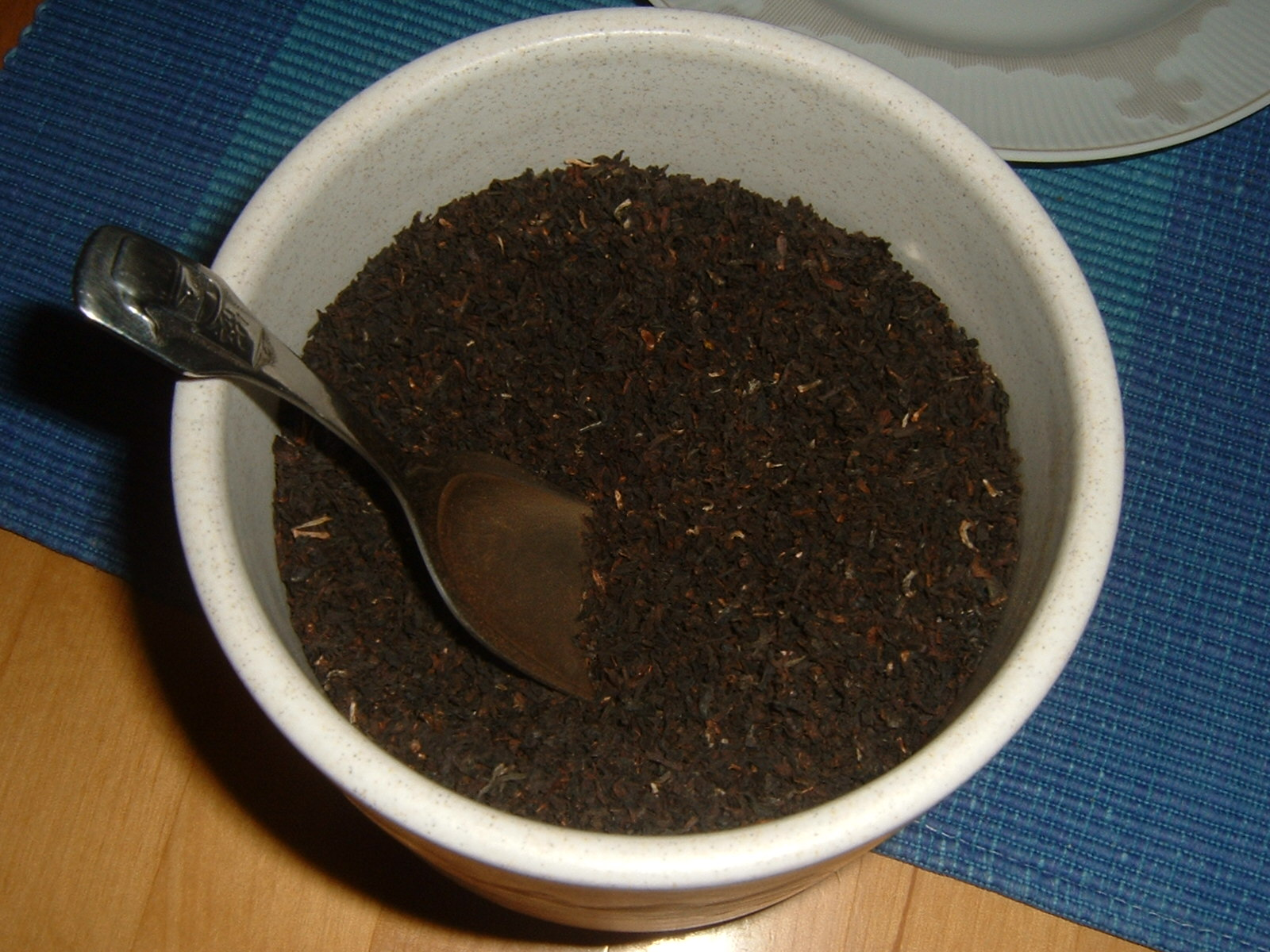
Ostfriesentee

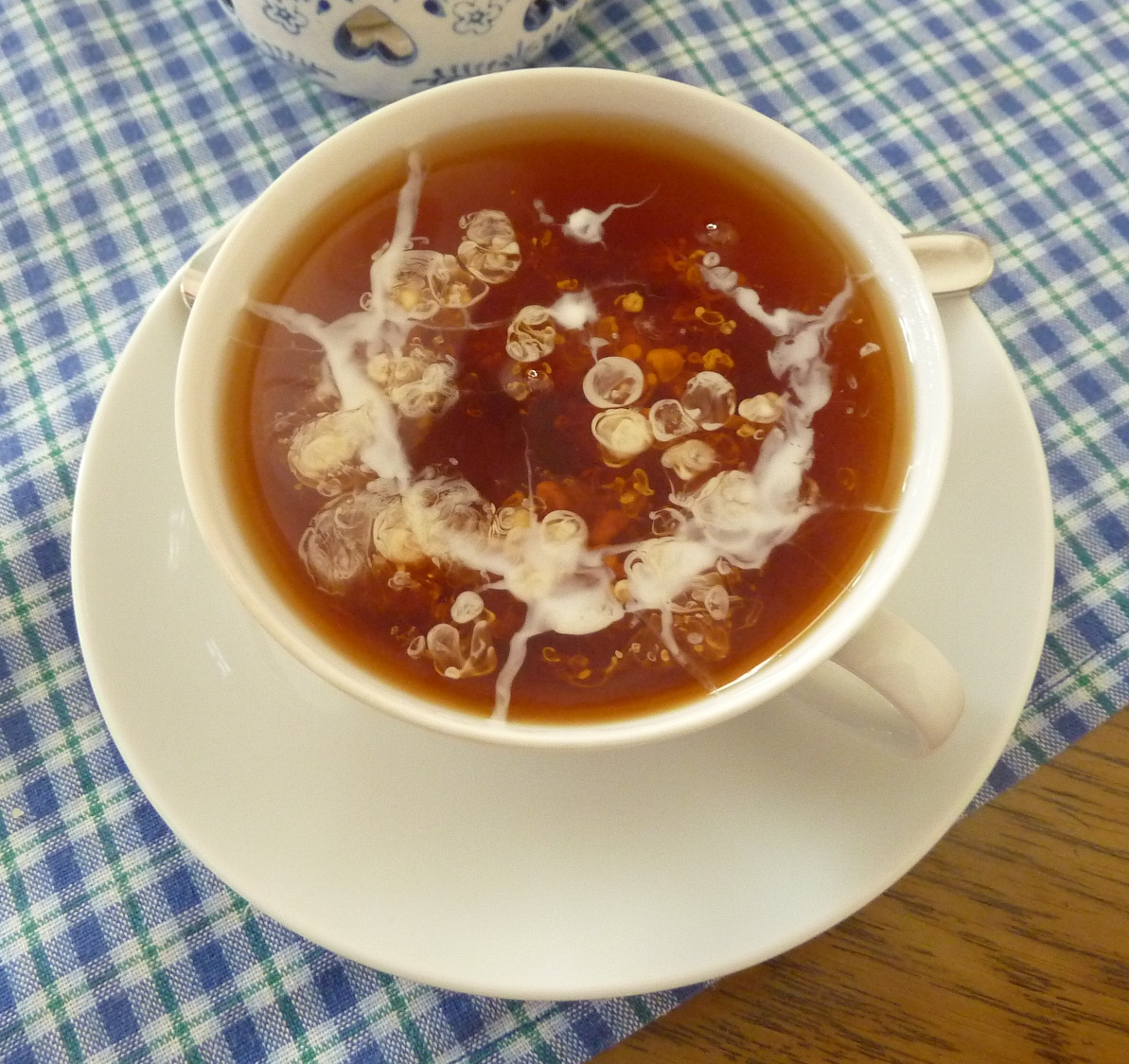
Sahnewolke („Wulkje“) im Tee

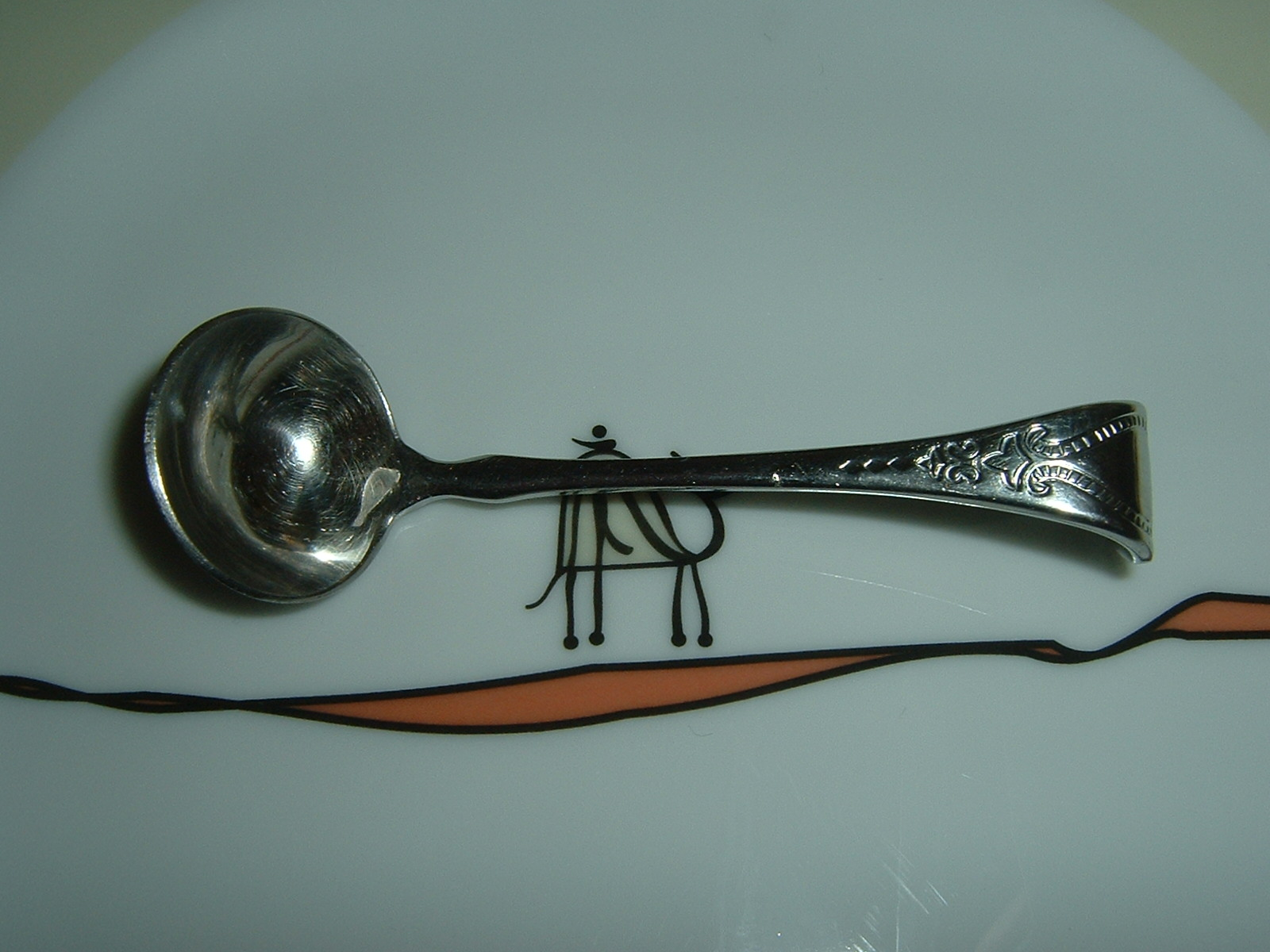
Sahnelöffel

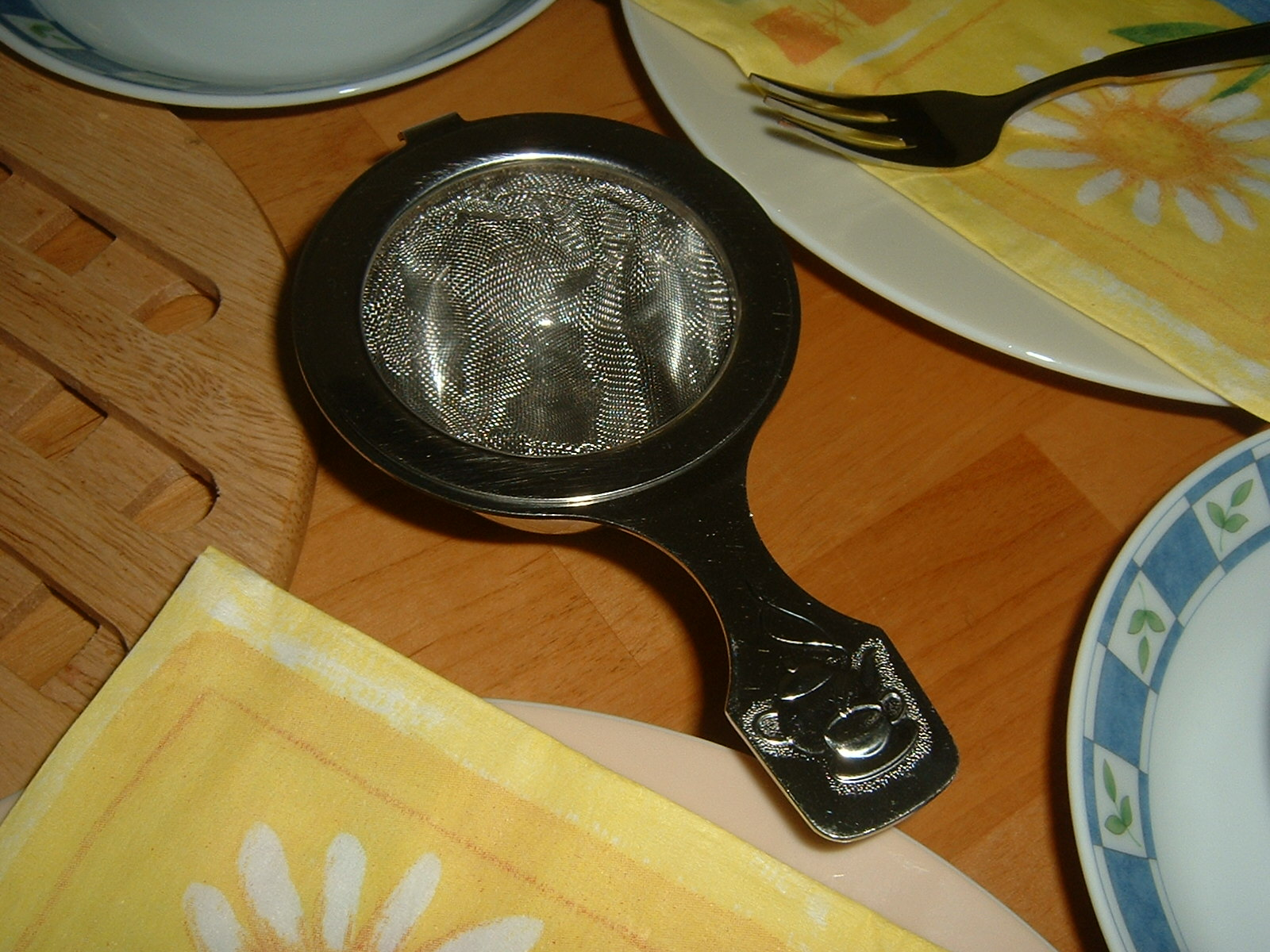
Teesieb

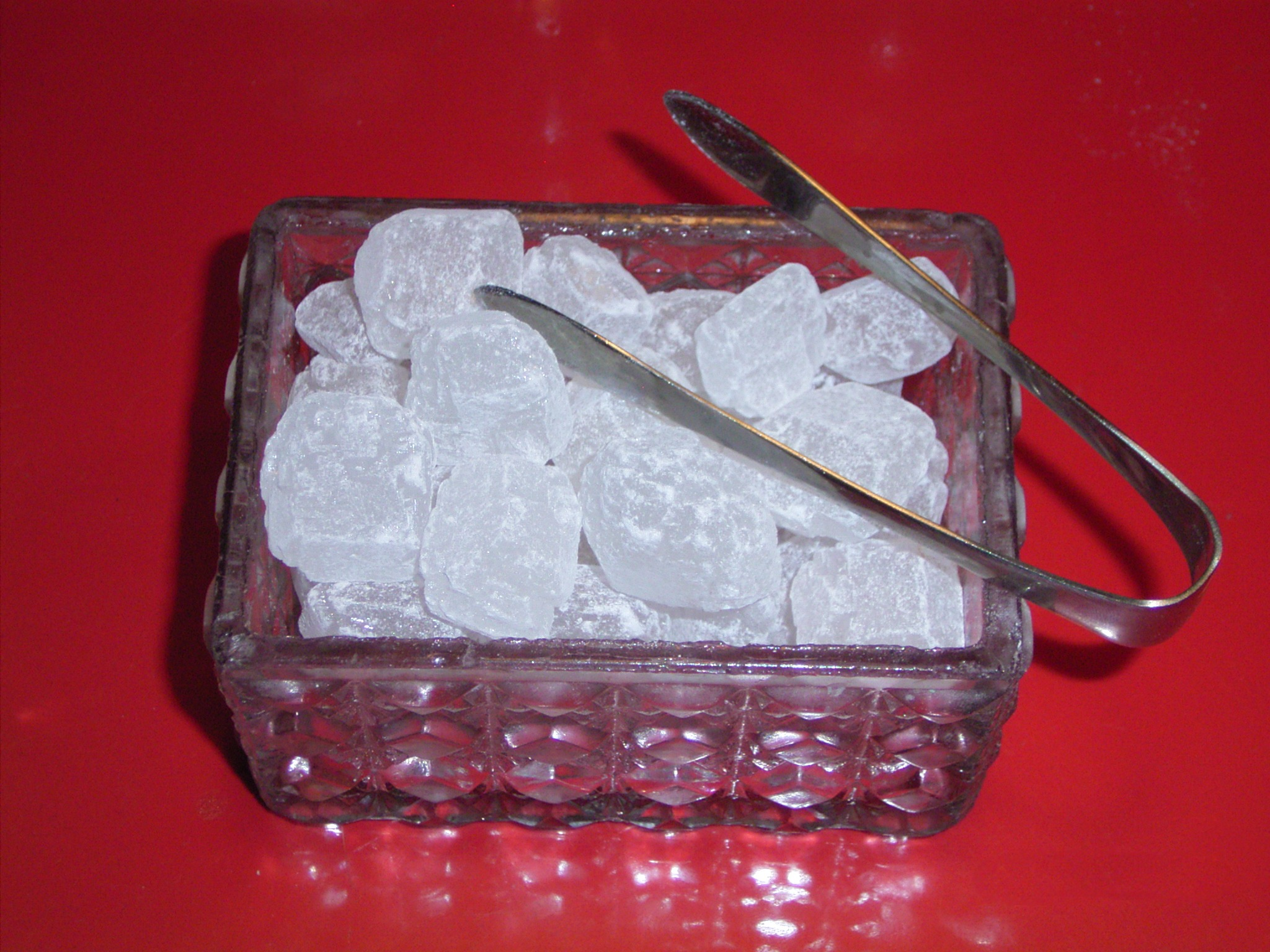
Kluntje

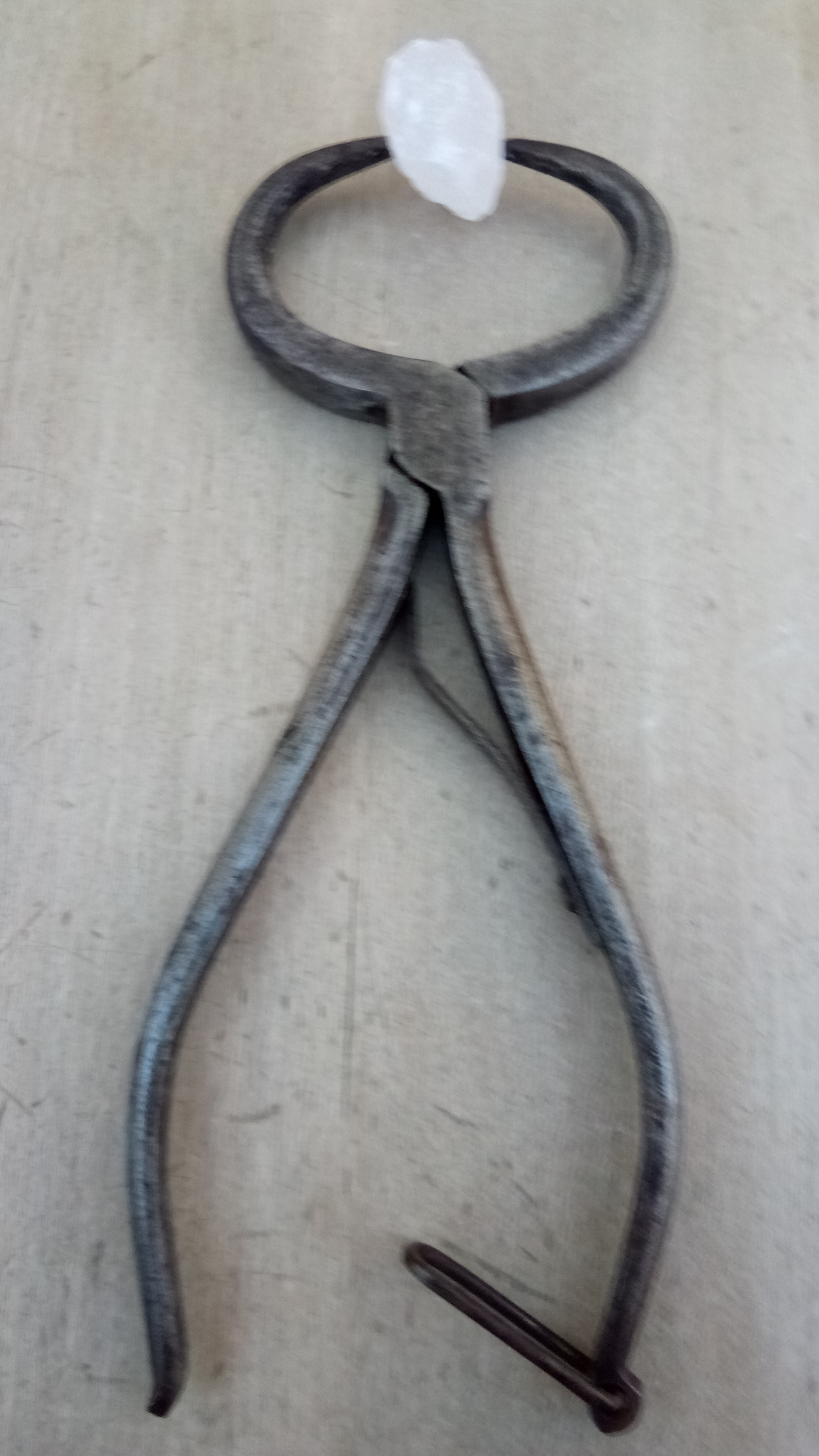
Kluntjeknieper (Kandiszange)

Auch heute noch ist es in Ostfriesland üblich, einem Gast bei Ankunft eine Tasse Tee anzubieten. Es spielt dabei keine Rolle, ob der Grund des Besuchs ein mehrtägiger Aufenthalt oder nur ein kurzer Botengang ist. Es ist die ostfriesische Art, den Gast willkommen zu heißen. Diese Tradition wird nicht nur von Einheimischen gepflegt, sondern auch oft von Zugezogenen angenommen.
Die Teetied wird durchaus auch außerhalb Ostfrieslands zelebriert. Die Teezeremonie wird auch von vielen Exilostfriesen und Ostfrieslandfreunden gepflegt. Da in Ostfriesland das Trinkwasser nicht durch Kalkschichten im Boden läuft, ist es weicher als im Rest Deutschlands. 

### Zubehör
- Tee (Ostfriesische Mischung)
- weiches Wasser, siedend
- Teekanne, mit Stövchen
- Kluntje (Kandiszucker), weiß oder braun
- Kluntjeknieper (Kandiszange)[17]
- Sahne, am besten mit Sahnelöffel
- geeignete Teetassen
- Gebäck (fakultativ)

Am geeignetsten sind sehr kleine, hauchdünne Tassen aus Porzellan. Die Teekanne kann, muss aber nicht aus Porzellan sein. Ein Stövchen ist unverzichtbar.

### Zubereitung und Genuss des Tees
Wesentlich für die Teetied ist der korrekt zubereitete Tee.
Zuerst wird kochendes Wasser in die Teekanne gegeben und die Kanne damit ausgespült. Dies wärmt sie an. Als Nächstes wird der abgemessene Ostfriesentee in die warme Kanne gegeben. Eine gebräuchliche Formel ist: ein Teelöffel Tee pro gedeckter Tasse und ein weiterer „für die Kanne“. Sodann wird die Kanne zur Hälfte mit kochendem Wasser befüllt. Man lässt den Tee so mit geschlossenem Deckel etwa drei bis vier Minuten ziehen. Abschließend wird die Teekanne ganz gefüllt, und der Tee ist fertig. Der Tee kann jetzt durch ein Sieb in eine Servierkanne umgefüllt werden, um zu vermeiden, dass Teeblätter in die Tassen gelangen. Alternativ verbleibt der Tee in der bereits befüllten Kanne, in diesem Fall wird ein Handsieb oder ein im Kannenauslauf angebrachtes Sieb benutzt.
Vor dem Eingießen legt man einen Kluntje, ein großes Stück braunen oder weißen Kandiszucker in die Tasse. Der Tee wird nun auf den Kluntje in die Teetassen gefüllt. Hierbei beginnt der Kluntje charakteristisch zu knistern. Anschließend gibt man mit einem Sahnelöffel (Rohmlepel) einen Tropfen Sahne („’n Wulkje Rohm“) hinzu. Für gewöhnlich wird die Sahne vorsichtig am Rand der Tasse eingebracht, so dass eine „Sahnewolke“ entstehen kann – eben „’n Wulkje“. Ursprünglich wurde Rahm (daher auch das plattdeutsche Wort „Rohm“) verwendet, der sich nach längerer Standzeit auf frisch gemolkener, unbehandelter Milch absetzte. Im Zuge der fortschreitenden Industrialisierung, die auch vor der Landwirtschaft in Ostfriesland nicht Halt machte, verschwand diese Tradition jedoch mehr und mehr, und stattdessen wurde der Tee mit Sahne verfeinert. Das Auflegen der Sahne erfolgt traditionell gegen den Uhrzeigersinn, um so symbolisch die Zeit anzuhalten. 
Der Tee wird traditionell ohne Umrühren getrunken, so dass erst der milchige Teegeschmack am Tassenrand, dann das herbe Teearoma der Tassenmitte und zum Schluss die Süße des gezuckerten Tees auf dem Tassengrund geschmeckt werden. Dieses Verfahren rührt noch daher, dass man früher den teuren Kluntje möglichst lange (über mehrere Tassen Tee hinweg) benutzen wollte. Das Umrühren hätte hierbei zur ungewollt schnellen Auflösung geführt. Als weiterer Grund wird angeführt, dass der Tee einerseits durch das Umrühren und den großen Kluntje zu viel Süße bekomme, andererseits die erwähnte „Schichtung“ der Geschmacksrichtungen verloren gehe.
Für jeden Teilnehmer an einer Teerunde sind drei Tassen ein Mindestmaß – wird vorher abgelehnt, gilt das als unhöflich bis beleidigend. Durch umgekehrtes Auflegen der Tasse auf die Untertasse oder indem man den Löffel in die Tasse legt signalisiert man, dass kein weiteres Nachschenken gewünscht ist.
Die Hauptteezeit ist der Nachmittagstee um etwa 15 Uhr. Zur ostfriesischen Teekultur gehört aber auch die kurze Teepause am Vormittag (Elführtje) um etwa 11 Uhr. In vielen Familien gibt es auch einen zusätzlichen abendlichen Tee um etwa 21 Uhr. Für neu eingetroffene Gäste wurde in der Vergangenheit auch außerhalb dieser festen Teezeiten als erstes eine Kanne Tee aufgesetzt, eine Tradition, die sich auch heute noch in vielen ostfriesischen Haushalten findet.

## Statue Teelke

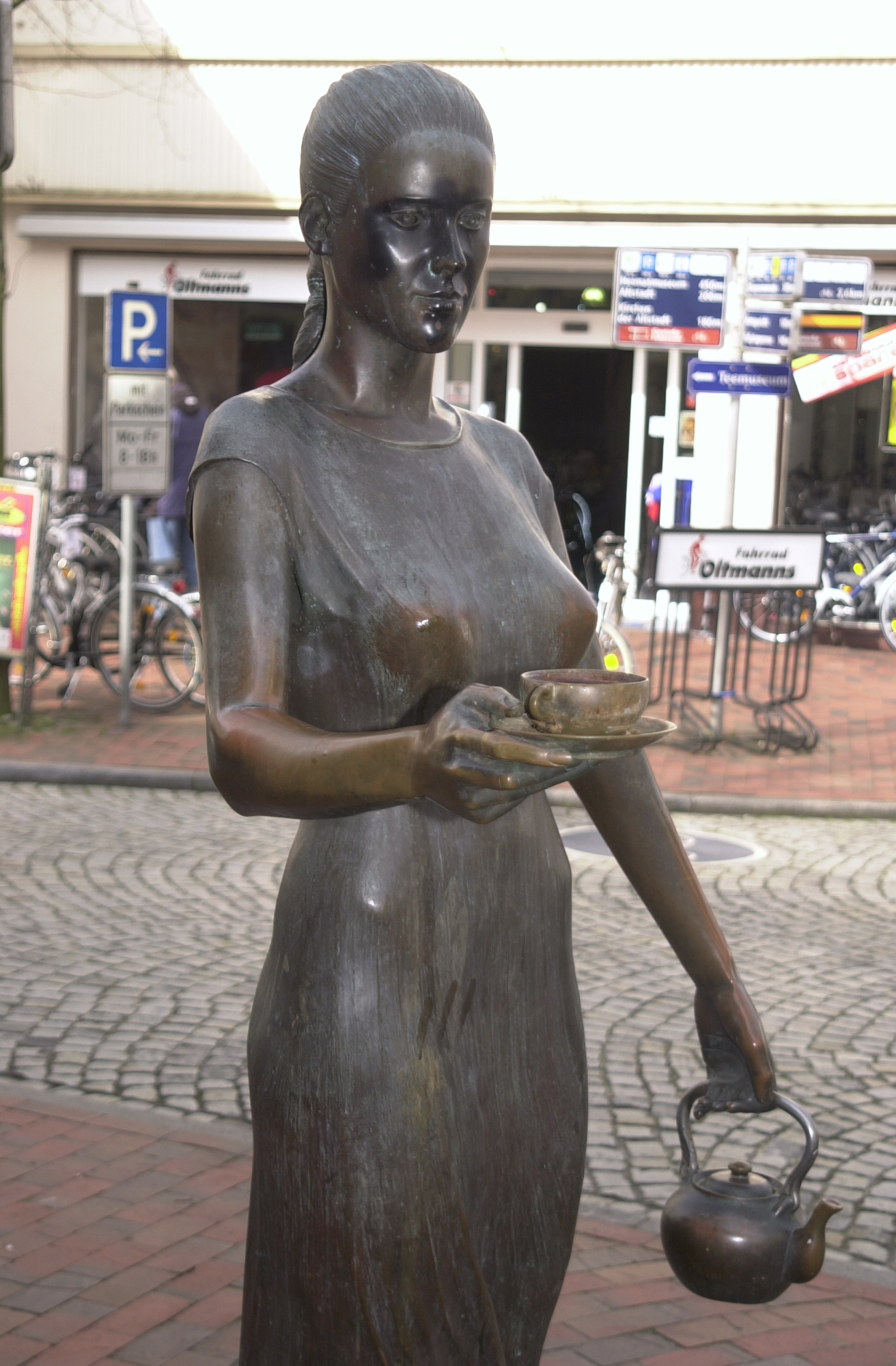
Statue der „Teelke“ in Leer von Karl-Ludwig Böke (1927–1996)

Die Bedeutung der ostfriesischen Teekultur findet ihren Ausdruck in Museen (wie z. B. dem Ostfriesischen Teemuseum in Norden) und der Statue der Teelke in Leer, die zum Gedenken an die ostfriesische Kultur aufgestellt wurde. Die Bronzestatue einer jungen Frau trägt die Utensilien der Teetied – Teetasse und Teekessel – in ihren Händen und zeigt dem Besucher, dass er sich in einer Teestadt befindet. Gestiftet wurde die Statue von dem in Leer ansässigen Teehandelshaus Bünting, sie steht unweit des Stammhauses der Firma. Geschaffen wurde sie 1991 von dem Leeraner Künstler Karl-Ludwig Böke. Der Name der Statue ist keine künstliche Schöpfung aus dem Wort „Tee“, sondern ein gängiger Name ostfriesischen Ursprungs.

## Andere Teekulturen
Auch andere Kulturen haben für den Teegenuss ein spezielles Brauchtum entwickelt. Die älteste Teekultur ist die über 2.000 Jahre alte Chinesische Teekultur. Die Japaner übernahmen diese und entwickelten daraus ihre spezielle Teezeremonie. Nach Europa kam der Tee im 17. Jahrhundert durch die Niederländer und anschließend durch Briten, die ihrerseits eine eigene Teekultur ausbildeten.